# Sencislo9
sencislo9 (anglicky number9dream) je druhý román prozaika Davida Mitchella, který vyšel roku 2001, česky v roce 2010 v překladu Petry Diestlerové s doslovem Petra Matouška.
Román je inspirován stejnojmennou písní od Johna Lennona a dílem spisovatele Haruki Murakamiho, v jehož dílech se postavy taktéž bouří proti japonským stereotypům. Kniha je rozdělena do 9 kapitol, z nichž ta poslední, je na základě citátu z osmé kapitoly "sen číslo devět začne pokaždý, když něco skončí" ponechána prázdná. V každé z kapitol prožívá hlavní postava trochu odlišný druh snění, který postupně rozvíjí její drobnokresbu.

## Nástin děje
Kapitola 1: PanOpticon
V první kapitole se seznamuje s dvacetiletým venkovským chlapcem Eidžim Mijakim, který se připravuje v kavárně Jupiter na schůzku s Akiko Kato, právničkou, která by měla zastupovat jeho otce, se kterým se Eidži nikdy neshledal a hodlá to napravit. Kapitola je narušována Eidžiho představami. Nejprve z vědeckofantastického sídla firmy PanOpticon ukradne složku za použití zbraní, poté sní o velké potopě, která zaplaví celé Tokyo a usmrtí ho a nakonec pronásleduje Kato do kina, kde se promítá film Voormanův problém. Do právnické kanceláře však nakonec vůbec není vpuštěn a musí přejít k náhradním plánům.
Kapitola 2: Ztráty a nálezy
V druhé kapitole se propojují tři vyprávěcí linie. V první si Eidži najde práci v oddělení ztrát a nálezů na jedné z městských vlakových stanic. Zde se setkává s ambiciózním programátorem Sugou a přednostou stanice panem Aoyamou, který se však ze strachu o své místo stane paranoidním, obviní Eidžiho z konspirace a po zajetí vrchních představitelů tokijských drah spáchá veřejnou sebevraždu. Ve druhé linii vzpomíná Eidži na své dětství na ostrově Yakušima, kde vyrůstal se svoji sestrou dvojčetem poté, co je jejich matka alkoholička opustila. Jednoho dne se vydal Eidži přívozem na vytoužený fotbalový zápas, před kterým prosil o vítězství boha v nedalekém chrámu, a to výměnou za cokoliv si bude žádat. Jeho tým skutečně díky Eidžiho gólu vyhraje, ale při návratu Eidži zjistí, že se jeho sestra Andžu, se kterou měl velice blízký vztah, rozhodla ze stesku doplavat k jednomu z kamenů v moři a utopila se. Eidži se sošce boha pomstí tak, že jí uřízne hlavu. Ve třetí linii dostane Eidži dva dopisy. První je od Akiko Kato, která ho žádá, aby s hledáním otce přestal. Druhý je od Eidžiho matky Mariko Mijake, která mu během své léčby sděluje podrobnosti o jejich útlém dětství. Mariko prožila krátký románek s bohatým milencem, ze kterého vzešly dvojčata Eidži a Andžu. Mariko však nebyla schopna se o děti starat a když jednou Eidžiho nedopatřením málem zabila, rozhodla se děti svěřit do péče příbuzným. Eidži se rozhodne do nemocnice zavolat, ale je mu řečeno, že jeho matka již odjela na léčebný pobyt.
Kapitola 3: Videohry
Ve třetí kapitole se Eidži během hraní arkádových her seznámí s bohatým studentem práva Yuzu Daimonem, který čeká v herně na svoji dívku. Ta se však neukáže, a proto Yuzu obratně pozve náhodnou dvojici dívek a Eidžiho do zámožného hotelu, kde se nevybíravě chová k hostesce Miriam. Po prohýřené noci plné alkoholu a drog se Eidži ráno probudí a zjistí, že byl v hotelu zanechán i s tučnou účtenkou. Povede se mu uniknout a ocitá se znovu poblíž PanOpticonu. Vrací se tedy do kavárny, kde se znovu shledává s brigádnicí a blíže se s ní seznámí. Zjistí, že je nadějnou klavíristkou a jmenuje se Ai Imadžó. Později v parku potkává Miriam, která letmo hovoří o jeho otci. Za pomoci programátora Sugy a knihy, kterou Miriam v parku nechala, zjišťuje Eidži její adresu a navštíví ji. Miriam se však domnívala, že je Eidži Daimonův bratr a hovořila tak o jeho otci.
Kapitola 4: Vydobytá země
Ve čtvrté kapitole je Eidži společně s Daimonem unesen japonskou mafií yakuzou. Mezi skupinami právě probíhá válka a dva vůdci, Jun Nagasaki a Ryutaro Morino, se snaží získat vedoucí pozici po zmizelém šéfovi Konosuke Tsurim. Je to právě Ryutaro Morino, který oba chlapce unesl, jelikož byli nevybíraví k jeho dceři Miriam, která je ve skutečnosti tou dívkou, na kterou Yuzu Daimon v herně čekal. Jako trest Morino odebere Daimonovi značné množství krve, Eidžiho však nijak nezraní. Naopak mu sdělí, že zná jeho otce. Eidži tedy pošle Daimona taxíkem do svého bytu, který mu pronajímá vedoucí videopůjčovny Buntaró, a rozhodne se informace o otci získat. Nalezne však pouze jeho fotku a zprávu, která mu nařizuje, aby se s Morinem setkal. Svojí krví oba podepíší smlouvu, která nabývá účinku o půlnoci. Do doby než získá Eidži složku s informacemi, musí cestovat s mafií, která provádí napříč městem sérii brutálních vražd, které zakončuje samotná konfrontace s druhým bossem Nagasakim. Morinova skupina je přečíslena, ale jeden ze zabijáků, Suchbátar, zajistil speciální izraelské nálože, kterými potřel zbraně Nagasakiho mužů a na dálku odpálil. Morino se poté chystá i přes dohodu zabít Eidžiho, ale Suchbátar odpaluje i jeho skupinu a zbavuje tak Tsuriho oba jeho konkurentů. Eidži je poté propuštěn na svobodu.
Kapitola 5: Skici příběhů
Pátou kapitolu tvoří dvě vyprávěcí linie. V první je Eidži nalezen Buntarem, který ho ubytuje v domě své sestry a zajistí mu rekonvalescenci. Buntaró čeká se svou ženou dítě a než se narodí, rádi by oba vyrazili na dovolenou. Eidži tedy na krátkou dobu přebírá vedení videopůjčovny, setkává se s detektivkou Kozue Yamayou, která zjišťovala informace o Eidžiho otci pro Morina, na základě dříve podaného inzerátu je kontaktován svým dědečkem Takara Cukajamou a blíže se seznamuje s Ai Imadžó. Během jeho pobytu v domě Buntarovy sestry je vyprávění narušováno krátkými příběhy. Buntarova sestra je totiž hluchou a úspěšnou spisovatelkou, která právě cestuje po Německu. V těchto fantazijních příbězích figuruje spisovatel Kozlopsavec, paní Hřebínková a Pithecantropus a jejich jednotlivá dobrodružství odráží motivy spojené s antiválečnými postoji nebo publikováním prací na internetu.
Kapitola 6: Kai Ten
V šesté kapitole se Eidži vypraví na schůzku se svým dědečkem. Ten se však ze zdravotních důvodů nedostaví a místo sebe posílá svého přítele Admirála Raiza. Ten Eidžimu sděluje, že je jeho otec potupou rodiny, který rozprodává po generace předávaný majetek. Raizo věnuje Eidžimu deník, který napsal za 2. světové války dědečkův bratr. Ten byl součástí sebevražedné skupiny vojáků, kteří ve speciálně modifikovaných torpédech kaitenech podnikali útoky proti americkým lodím. Deník popisuje tradiční japonskou oddanost a vojenskou čest během výcviku a nasazení kaitenů. Eidžiho prastrýc však během sebevražedného útoku nezemře, nálož se totiž neodpálí a on se s kaitenem odrazí od lodi a potopí na dno. Během posledních chvil jeho života tedy zapisuje závěrečné části deníku. Eidži se po týdnu vydává na druhou schůzkou s dědečkem, místo něj však přichází Eidžiho nevlastní matka a dcera. Ty mu sdělí, že Admirál Raizo byl ve skutečnosti jeho dědeček, který uprchl z nemocnice, aby se s Eidžim setkal. Bohužel však krátce nato zemřel. Obě mu také rázně sdělují, aby s pátráním přestal, jelikož nikdo nemá zájem se s ním setkat. Eidži tedy znechuceně odchází a nehodlá se už s otcem sejít.
Kapitola 7: Karty
V sedmé kapitole si Eidži skrze Aiinu kamarádku obstarává práci v pizzerii. Jednoho dne dostává balíček od detektivky Yamayo, ve které jsou na disketě informace o zákeřných praktikách japonské mafie. Ty byly zaslány důvěryhodným osobám pouze v případě, že byla Yamayo během odhalování zabita. Eidži s jejich zveřejněním váhá. Další den ho zase navštíví Suga, který získal na základě svých hackerských schopností práci u americké počítačové firmy. Jako důkaz přátelství zanechává před odjezdem Eidžimu speciální virus. Dále Eidži dostává na záznamník vzkaz, ve kterém ho jeho otec žádá, aby se co nejdříve setkali, a že všechno, co mu řekla jeho nevlastní matka, byly lži. Eidži tedy vyráží a schůzku, ale zjišťuje, že byl znovu nalákán yakuzou do pasti, která měla za úkol vybrat zbylé dluhy po Morinovi. Jelikož byl na základě smlouvy Eidži součástí Morinovy skupiny, musí hrát speciální karetní hru. Během ní však poslední boss Tsuru zemře na infarkt a Eidži je konečně propuštěn. Do bytu mu zavolá jeho matka, se kterou se Eidži domluví, že ji navštíví v sanatoriu. Když Eidži zakončuje svoji poslední směnu v pizzerii, dostane objednávku od právníka z PanOpticonu, který se ukáže jako jeho otec. Eidži mu tedy pizzu doručí, ale jelikož se jedná u vulgárního a sobeckého muže, rozhodne se k němu nehlásit a prostě odejít. Než odjede z Tokya, rozešle na policii pomocí Sugova viru informace od detektivky Yamayo.
Kapitola 8: Jazyk hor je déšť
V osmé kapitole cestuje Eidži v domluvených náklaďácích za svojí matkou do sanatoria. Jednotliví řidiči mu vyprávějí příběhy o snech a samotnému Eidžimu se několik podivných snů zdá. S matkou se shledají, naleznou určité porozumění a domluví se na další schůzce. Poté Eidži cestuje zpět domů na ostrov. Navštíví hrob své sestry i dům babičky, ta však není doma a je puštěné pouze rádio. Z toho Eidži zjistí, že tajfun, který se minulou noc rozpoutal, prudce zasáhl Tokyo. Snaží se tedy zavolat Ai nebo Buntarovi, ale telefony jsou hluché. I když Eidži neví, zda jsou linky jen přetížené nebo se skutečně něco stalo, rozhodne se běžet zpátky.
Kapitola 9:
Poslední kapitola je prázdná.

## Zajímavosti
- Jak je u Mitchella zvykem, i tato kniha je částečně propojena s ostatními autorovými díly, a to hlavně s románem předchozím Ghostwritten. Jedná se postavy filipínské chůvy, trenéra Ikady, mongolského zabijáka Suchbátara a amerického ředitele počítačové firmy. Taktéž postava Kozlopsavce (v originále Goatwritter) odkazuje na předchozí Mitchellovu knihu. V jedné z posledních kapitol naleznete i slovní spojení "atlas mraků" odkazující na stejnojmenný následující román.
- V knize se často symbolicky vyskytuje číslo 9.
- Voormanův problém, který sleduje Eidži v jedné ze svých raných fantazií, je první Mitchellův příběh, který byl zfilmován. V roce 2011 ho zrežíroval Mark Gill v hlavní roli s Martinem Freemanem.